# Apollo 19
Apollo 19 est une mission du programme Apollo qui a été annulée à la suite de restrictions budgétaires. La NASA annoncera son annulation, ainsi que celle de la mission Apollo 18, le 2 septembre 1970, à la suite de la décision du congrès de limiter le budget alloué à la NASA pour l'année 1971.
Le module lunaire devait se poser sur le Mons Hadley.
Aucune constitution d'équipage n'a jamais été officiellement établie mais, selon certaines sources officieuses, l'équipage aurait pu être le suivant :
- Fred Haise, commandant[2] ;
- William Pogue, pilote du module de commande ;
- Gerald Carr, pilote du module lunaire.

L'équipage de support aurait été le suivant :
- Anthony W. England ;
- Henry W. Hartsfield, Jr ;
- Donald H. Peterson.

## Autres missions Apollo annulées
- Apollo 18
- Apollo 20